# Sawin (gromada)
Sawin – dawna gromada, czyli najmniejsza jednostka podziału terytorialnego Polskiej Rzeczypospolitej Ludowej w latach 1954–1972.
Gromady, z gromadzkimi radami narodowymi (GRN) jako organami władzy najniższego stopnia na wsi, funkcjonowały od reformy reorganizującej administrację wiejską przeprowadzonej jesienią 1954 do momentu ich zniesienia z dniem 1 stycznia 1973, tym samym wypierając organizację gminną w latach 1954–1972.
Gromadę Sawin z siedzibą GRN w Sawinie utworzono – jako jedną z 8759 gromad na obszarze Polski – w powiecie chełmskim w woj. lubelskim na mocy uchwały nr 7 WRN w Lublinie z dnia 5 października 1954. W skład jednostki weszły obszary dotychczasowych gromad Sawin I i Sawin II ze zniesionej gminy Bukowa w tymże powiecie. Dla gromady ustalono 14 członków gromadzkiej rady narodowej.
1 stycznia 1958 do gromady Sawin włączono wieś Chutcze, wieś i kolonię Serniawy oraz kolonie Aleksandrówka, Bachus i Majdan Serniawski ze zniesionej gromady Chutcze w tymże powiecie.
1 stycznia 1960 do gromady Sawin włączono Sajczyce wieś, Sajczyce Gajówka, Hredków wieś, Czułczyce Małe wieś, Czułczyce III kol. oraz Gajówka wsi Czułczyce Małe ze zniesionej gromady Czułczyce w tymże powiecie.
1 stycznia 1969 do gromady Sawin włączono wsie Łukówek Górny, Łukówek Piękny, Bukowa Mała, Bukowa Mała Kolonia, Bukowa Wielka, Radzanów i Średni Łan ze zniesionej gromady Bukowa Wielka oraz wsie Łowcza, Łowcza Kolonia, Malinóka, Podpakule, Petryłów, Kolonia Tomaszówka i Wólka Petryłowska ze zniesionej gromady Łowcza w tymże powiecie.
Gromada przetrwała do końca 1972 roku, czyli do kolejnej reformy gminnej. 1 stycznia 1973 w powiecie chełmskim utworzono gminę Sawin.